# Депутаты Национального собрания от департамента Эр

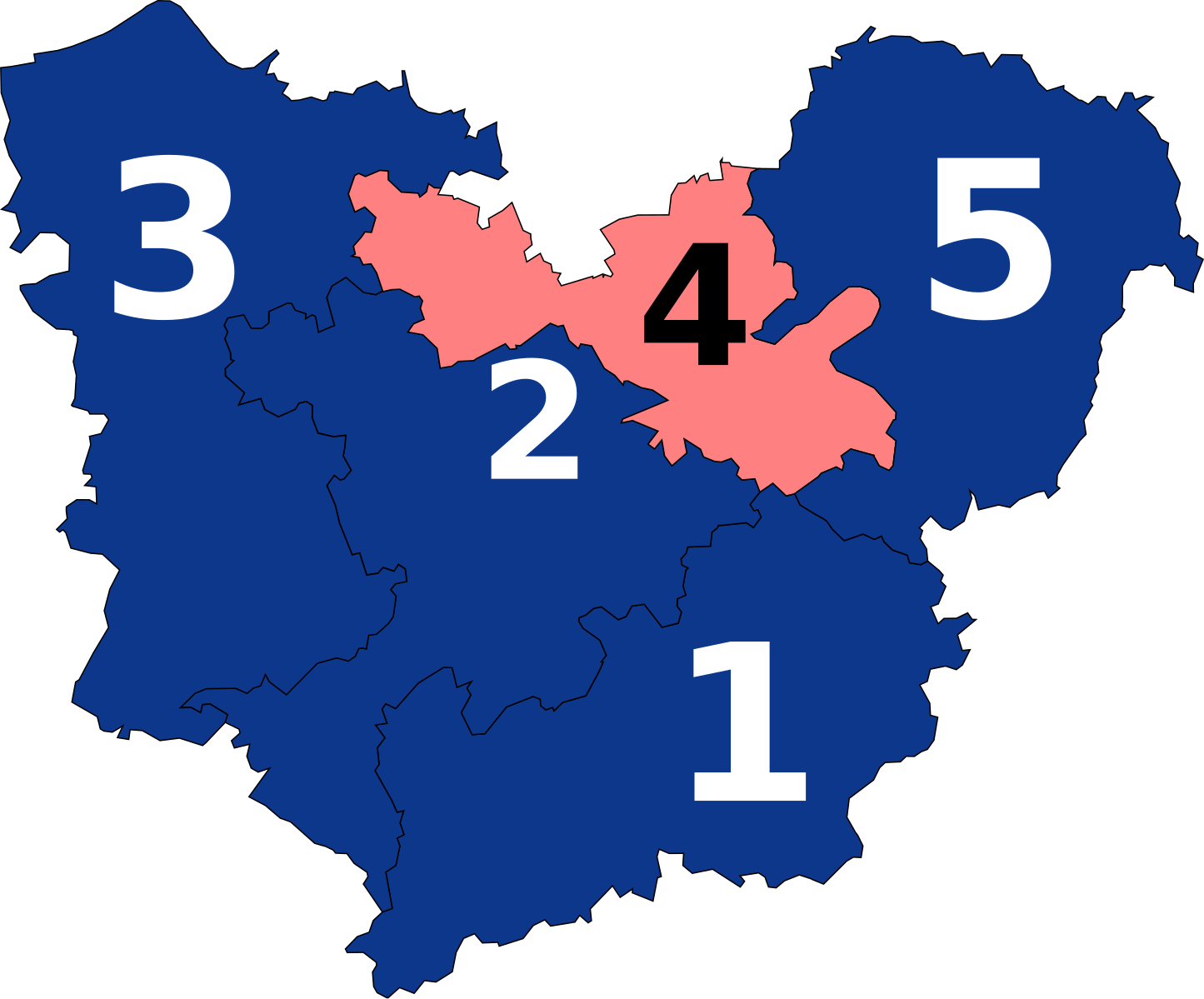
Депутаты департамента Эр по результатам выборов 2024 г.

Депутаты департамента Эр по результатам выборов 2022 г.

Депутаты департамента Эр по результатам выборов 2017 г.

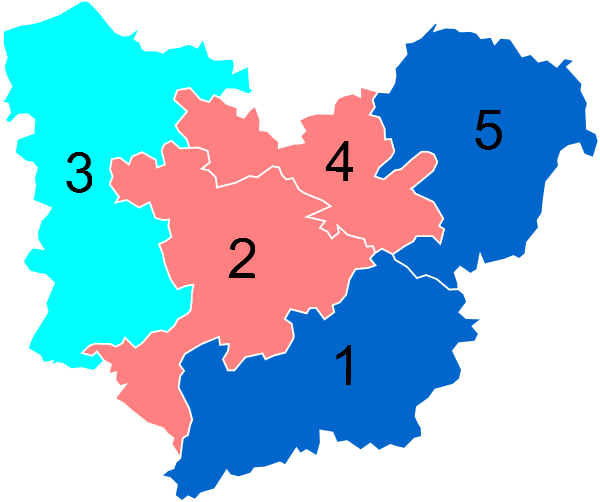
Депутаты департамента Эр по результатам выборов 2017 г.

|  | Номер округа | Депутат            | Партия                   |
|  | ------------ | ------------------ | ------------------------ |
|  | 1            | Кристин Луар       | Национальное объединение |
|  | 2            | Катьяна Левавассёр | Национальное объединение |
|  | 3            | Кевин Мовьё        | Национальное объединение |
|  | 4            | Филипп Брён        | Социалистическая партия  |
|  | 5            | Тимоте Уссен       | Национальное объединение |

|  | Номер округа | Депутат            | Партия                   |
|  | ------------ | ------------------ | ------------------------ |
|  | 1            | Кристин Луар       | Национальное объединение |
|  | 2            | Катьяна Левавассёр | Национальное объединение |
|  | 3            | Кевин Мовьё        | Национальное объединение |
|  | 4            | Филипп Брён        | Социалистическая партия  |
|  | 5            | Тимоте Уссен       | Национальное объединение |

|  | Номер округа | Депутат                     | Партия                   |
|  | ------------ | --------------------------- | ------------------------ |
|  | 1            | Брюно Ле Мэр Северин Жипсон | Вперёд, Республика!      |
|  | 2            | Фабьен Гутфард              | Вперёд, Республика!      |
|  | 3            | Мари Тамарель-Вераэг        | Демократическое движение |
|  | 4            | Брюно Кетель                | Вперёд, Республика!      |
|  | 5            | Клер О'Пети                 | Вперёд, Республика!      |

|  | Номер округа | Депутат        | Партия                        |
|  | ------------ | -------------- | ----------------------------- |
|  | 1            | Брюно Ле Мэр   | Союз за народное движение     |
|  | 2            | Жан-Луи Детан  | Социалистическая партия       |
|  | 3            | Эрве Морен     | Союз демократов и независимых |
|  | 4            | Франсуа Лонкль | Социалистическая партия       |
|  | 5            | Франк Жилар    | Союз за народное движение     |

|  | Номер округа | Депутат                 | Партия                    |
|  | ------------ | ----------------------- | ------------------------- |
|  | 1            | Брюно Ле Мэр            | Союз за народное движение |
|  | 2            | Жан-Пьер Николя         | Союз за народное движение |
|  | 3            | Эрве Морен / Марк Вампа | Новый центр               |
|  | 4            | Франсуа Лонкль          | Социалистическая партия   |
|  | 5            | Франк Жилар             | Союз за народное движение |

|  | Номер округа | Депутат         | Партия                         |
|  | ------------ | --------------- | ------------------------------ |
|  | 1            | Жан-Луи Дебре   | Союз за народное движение      |
|  | 2            | Жан-Пьер Николя | Союз за народное движение      |
|  | 3            | Эрве Морен      | Союз за французскую демократию |
|  | 4            | Франсуа Лонкль  | Социалистическая партия        |
|  | 5            | Франк Жилар     | Союз за народное движение      |